# Pont de la Tournelle
Pont de la Tournelle (česky Most Věžička) je most přes řeku Seinu v Paříži. Spojuje ostrov Svatého Ludvíka patřící do 4. obvodu a levý břeh (5. obvod). Od roku 1759 se u tohoto mostu měří úroveň povodní na řece.

## Historie
Na místě dnešního mostu stál dřevěný most již ve středověku, který byl zničen povodní v roce 1651 a v roce 1656 byl nahrazen kamenným mostem. Tento byl zbořen v roce 1918 a v letech 1928–1930 byl vystavěn současný most.
Jeho název Tournelle neboli Věžička je odvozen z malé věže, která byla součástí městských hradeb vystavěných ve 12. století za Filipa II. Augusta.

## Architektura
Stavbu navrhli architekti Louis Guidetti a Pierre Guidetti. Železobetonový most je tvořen jedním hlavním obloukem a dvěma menšími po stranách. Celková délka činí 122 m a šířka 23 m (vozovka 15 m, dva chodníky 4 m). Na levém břehu je most zdoben 14 metrů vysokým sloupem, na kterém stojí socha patronky Paříže svaté Geneviève, jejímž autorem je Paul Landowski.

## Umístění
| \| \| Umístění mostu \|                          | \| \| Umístění mostu \| | \| \| Umístění mostu \|    |
| Most dole: Pont de l'Archevêché Pont Saint-Louis |                         | Most nahoře: Pont de Sully |
| ------------------------------------------------ | ----------------------- | -------------------------- |
|                                                  | Umístění mostu          |                            |